# First Vienna FC 1894
Cet article concerne la section football masculin du club. Pour la section féminine, voir First Vienna FC 1894 (féminines).
Maillots
Le First Vienna Football-Club 1894, couramment appelé First Vienna FC ou simplement Vienna, est un club de football autrichien basé à Vienne. Sa particularité est d'être le plus ancien club d'Autriche, fondé le 22 août 1894. Aujourd'hui, ce club évolue en 2e division autrichienne. Il joue au stade Hohe-Warte dans le XIXe arrondissement.
En 1931, le club remporte la Coupe Mitropa.

## Historique
- 1894 : fondation du club sous le nom de First Vienna FC
- 1940 : le club est renommé FC Vienna
- 1945 : le club est renommé First Vienna FC
- 1988 : 1re participation à une Coupe d'Europe (C3, saison 1988/89)

## Palmarès
- Championnat d'Autriche
  - Champion : 1931, 1933, 1942, 1943, 1944, 1955
  - Vice-champion : 1924, 1926, 1932, 1936, 1957, 1961

- Coupe d'Autriche
  - Vainqueur : 1929, 1930,1937
  - Finaliste : 1936, 1946, 1961, 1997

- Championnat d'Allemagne
  - Vice-champion : 1942

- Coupe d'Allemagne
  - Vainqueur : 1943

- Coupe Mitropa
  - Vainqueur : 1931

- Challenge Cup
  - Vainqueur : 1899 et 1900

- Coupe Tagblatt
  - Finaliste : 1902 et 1903

## Anciens grands joueurs
- Josef Adelbrecht
- Peter Artner
- Karl Decker
- Thomas Flögel
- Gerald Glatzmayer
- Günther Happich
- Andreas Heraf
- Andreas Herzog
- Philipp Hosiner
- Faik Kamberovic
- Mario Kempes
- Karl Koller
- Michael Konsel
- Johann Krankl
- Jürgen Macho
- Stefan Maierhofer
- Richard Niederbacher
- Rudolf Noack
- György Orth
- Peter Persidis
- Zoltán Péter
- Hans Pirkner
- Walter Presch
- Erich Probst
- Christian Prosenik
- Hannes Reinmayr
- Heinrich Retschury
- Kurt Russ
- Kurt Schmied
- Karl Schrenk
- Viliam Schrojf
- Helmut Senekowitsch
- Peter Stöger
- Heinrich Strasser
- Karl Stürmer
- Todor Veselinovic
- Frantisek Vesely